# 甲陽学院中学校・高等学校
甲陽学院中学校・高等学校（こうようがくいんちゅうがっこう・こうとうがっこう）は、兵庫県西宮市に所在し、中高一貫教育を提供する私立男子中学校・高等学校。
高等学校において、生徒を募集しない完全中高一貫校。設置者は学校法人辰馬育英会（白鹿グループ）である。中学校と高等学校の所在地は異なる。

## 概要
関西教育界の第一人者で、女子教育で定評のあった伊賀駒吉郎が「官立学校は型にはまった教育しかできない」と「自由な私学」を求め、1917年（大正6年）、枝川（現在の甲子園）の地に「私立甲陽中学」を創立。自由、ハイカラ、ハイソという評判があった。「桜梅桃李一時春」を建学の精神とし、『甲陽十二訓』、自由主義の下、「明朗・溌剌・無邪気」、「気品高く教養豊かな有為の人材の養成」を目的とする校風が自主的に育まれた。当時の学級の構成は「桜・梅・桃・李」である。
第一次世界大戦後の不況により本学の経営が困難に陥るが、白鹿の酒造家である辰馬吉左衛門が私財を投じ、1920年（大正9年）3月に財団法人辰馬学院を設立。酒造家ならではの経営を行い、教育に関しては一切を歴代の校長に任せた。
第二次世界大戦後の学制改革では、パブリックスクールを手本の一つとして新体制が整えられ、財団法人辰馬学院は学校法人辰馬育英会と改められた。
新制以来、所在地が中学と高校で別であるのは特徴的である。中学が西宮市中葭原町（香櫨園）に新設された一方で、高校は従来の甲子園の地が騒音公害などで環境が次第に悪化したため、西宮市角石町（苦楽園）に校舎を新築し、1978年（昭和53年）4月に高校のみを苦楽園に移転した。現在は、中学は海辺に、高校は山辺に、ともに夙川沿いにある。
所在地の違いは中学、高校の校風にも反映されており、中学では制服があり規律正しいが、高校では校則もほぼなく自由となる。

### 建学の精神
桜梅桃李一時春
「おうばいとうりいちじのはる」と読む。創立者伊賀駒吉郎の愛誦する句であった。それは自由な環境の中に強い自主性を育て祖国愛に燃える識見高い日本青年を世に送ろうとする伊賀の建学の精神でもあった。

### 教育方針
創立以来の「桜梅桃李一時春」の理念で、気品高く教養豊かな有為な人材を養成することを目的としている。
中学では規律、高校では自主性・創造を重視している。中学では黒の詰襟学ランおよび白ポロシャツの制服があり、身だしなみについて細やかな注意や学習方法の指導がある。
一方、高校では頭髪、服装は全面的に自由になり、自律が期待される。

## 環境
創立者伊賀駒吉郎は、自由な私学を念願し、1916年（大正5年）に枝川周辺（現在の甲子園）の景色を見てその地に旧制「私立甲陽中学」を創立。創立当初の甲陽中学は、辺りは見渡す限りのイチゴ畑で、その中を阪神電車が走っていた。球場もできる前であった。
戦後の学制改革の際に廃校となった甲陽工業専門学校の校地だった香櫨園に中学部を新設、高等部は甲子園に存置した。
枝川の清流と白砂青松を誇った高校校舎の外周も、騒音と排気ガスにより環境が悪化した。そのような折に辰馬家はいち早く校舎移転を唱え、甲山山麓の辰馬家所有地を提供、1978年（昭和53年）に移転した。
生徒の年齢発達に応じた、一層実りの多い中高一貫教育を行うために、中学と高校の立地、設備を別々に備えている。

## 設備
中高一貫校としては珍しく中学と高校で校地が異なる。中学、高校のそれぞれで設備が独立しており、中学、高校のそれぞれに、講堂、図書室、食堂、体育館、テニスコート、プールがそれぞれに設置されている。ただし、トレーニングジムは安全性のため高校のみにある。
香櫨園の中学校地では、1993年（平成5年）8月に中学旧校舎東側に新校舎が竣工した。旧校舎は一部改築され講堂・芸術棟、食堂および記念塔として使用している。2017年3月には100周年記念事業として、中学講堂が新築された。

## 教育課程
学業はもちろん、人格完成にも品性陶冶にも大切な段階にある点に鑑み、情操教育を重視し、特に規律の励行、礼儀作法の実践体得を旨としている。創立者伊賀駒吉郎の頃以来、「正々堂々甲陽健児」、「甲陽紳士」、「甲陽負けじ魂」という言葉がある。
将来大学で学ぶ者、つまり「いい大学生」となるために、充分な学力と体力とを練磨する。
学習課程は自律的学習者養成のために、あえて「特色のない」カリキュラムをとり、学生自身が考え、自ら間違いに気付くようにしている。第7代校長小河清麿が残した言葉に、「自ら学び、考え、楽しむ」がある。
在校生・教職員・卒業生の三極をもって学問・教育の場を担い、完結することを目指している。保護者や塾・予備校の関与は最低限に抑えている。
学術
「甲陽は教育をする場ではなく、学問をする場である」という言葉が受け継がれてきた。このような学問第一の伝統の下、授業の進度は早く、中学で高校課程の範囲のほとんどを修了する。成績の席次は発表せず、安易な序列意識、階層意識が生まれないようにしている。
芸術
文科省の標準授業時数よりも多く授業時間数をとっている。
音楽
教養を養うために主要科目だけでなく、音楽教育にも力を入れており、特にリコーダーによる「グリーンスリーブスの主題による変奏曲」の演奏は、半世紀近く続く伝統の授業で、中学の3年間をかけて習得するものとなっている。そのため、リコーダーの調べが中学の場に浸透している。
体育
授業では陸上競技、球技、水泳、武道を行う。

## 沿革
- 1917年（大正6年）2月6日 - 「桜梅桃李」を建学の精神として、枝川（現在の甲子園）に伊賀駒吉郎により、私立甲陽中学設立。
- 1920年（大正9年）3月6日 - 灘の酒造家（白鹿）の辰馬吉左衛門が財団法人辰馬学院甲陽中学校を創設。
- 1923年（大正12年）8月 - 第9回全国中等学校優勝野球大会（現：全国高校野球選手権）優勝。
- 1940年（昭和15年）3月 - 皇紀2600年奉祝記念事業として、専門学校令による甲陽高等商業学校を新設（後、工業専門学校に転じ、戦後廃校）。
- 1947年（昭和22年）4月1日 - 学制改革により、甲陽学院中学部（新制）を香櫨園に新設。
- 1948年（昭和23年）4月1日 - 甲子園の旧制甲陽中学校が甲陽高等学校（新制）となる。
- 1950年（昭和25年）1月1日 - 甲陽学院中学部を甲陽学院中学校に、甲陽高等学校を甲陽学院高等学校に改称。
- 1978年（昭和53年）4月 - 高校所在地の甲子園が騒音公害などで教育環境が悪化したため、高校のみを西宮市角石町（苦楽園）に移転[注 3][注 4]。
- 1993年（平成5年）8月 - 中学校において従来の校舎の東側に新校舎竣工。旧校舎は改築の上、講堂・芸術棟および記念塔として使用している。
- 2006年（平成18年）4月 - 中学校の募集定員を165人から約180人（実際は200名程度）に変更し、55人3クラス制から40人前後の5クラス制へと変更。なお、この変更により40人前後5クラスでの最初の学年が高校へ進学する年から高校入試は廃止されることとなる。
- 2007年（平成19年）- 前年からの募集定員増加に関連し中学校の旧校舎の一部を建て替え。
- 2009年（平成21年）- 高等学校入学枠を廃止。完全中高一貫校化。
- 2016年（平成28年）- 旧講堂が解体される。
- 2017年（平成29年）3月 - 中学新講堂が竣工。

## 基礎データ

### 所在地
- 甲陽学院中学校：〒662-0955 兵庫県西宮市中葭原町2-15
- 甲陽学院高等学校：〒662-0096 兵庫県西宮市角石町3-138
北緯34度45分37.1秒 東経135度19分7.7秒 / 北緯34.760306度 東経135.318806度

### アクセス
- 中学校
  - 阪神本線香櫨園駅 徒歩10分
  - JR神戸線（東海道本線）さくら夙川駅 徒歩17分
  - 阪急電鉄（神戸本線・甲陽線）夙川駅 徒歩20分
- 高等学校
  - 阪急甲陽線甲陽園駅 徒歩20分
  - 阪急バス「苦楽園」停留所 徒歩10分
  - 阪神バス・阪急バス「柏堂町」停留所 徒歩5分

### 象徴

#### 校章
中高はともに夙川沿いにあり、中学の校章は海の近く、高校の校章は山の上つまり空近くにあることを象徴した意匠となっている。学院歌の一節にはこのことを謳った「山に問えば山は答え、海に問えば海は答える」というものがある。

#### 歌
- 甲陽学院のうた（学院歌）：作詞：竹中郁 / 作曲：清水脩
- 甲陽学院応援歌：作詞：山田在夫 / 作曲：山田耕筰
- 甲陽学院中学校校歌：作詞：丸谷緑野 / 作曲：花輪洋
- 甲陽学院高等学校校歌：作詞：山田在夫 / 作曲：信時潔

#### 設立趣旨
古人曰く、一年の計は穀を植うるにあり、十年の計は木を植うるにあり、百年の計は人を植うるにありと。天下の英才を教育して、各其の天稟を發揮せしめ、光彩陸離百花爛漫の偉観を現出するは、啻に國家百年の大計たるのみならず、人生の快事之れより大なるは無かる可し云々。

#### 甲陽十二訓
1. 青年期は人生無二の修養期なり少年老い易く学なり難し一寸の光陰軽んず可からず未だ覚めず池塘春草の夢階前の梧葉巳に秋声あり
2. 行為を蒔けば習慣を刈取り習慣を蒔けば品性を刈取り品性を蒔けば運命を刈取る
3. 過去を払拭せよ未来は信頼せよ而して光栄ある現在に生活せよ

この他に第四訓から第十二訓まである。

## 学校行事
中学と高校で校地が異なることが活かされ、行事はそれぞれに設けられている。
- 4月：入学式、校外学習、創立記念音楽会
- 5月：体育祭（高校）
- 6月：修学旅行（高2・北海道）、体育祭（中学）
- 7月：合宿（中1）、合宿（中2）、海外語学研修（中3）
- 9月：音楽と展覧の会（高校・23日）
- 11月：音楽と展覧の会（中学・3日）
- 2月：耐寒登山（中学1・2 高校1・2）、卒業式（高校）、スキー訓練（中3）
- 3月：卒業式（中学）

テーブルマナー講習会
高等学校1年対象。毎年6月に、校外学習として、ホテルヒューイット甲子園で行われている。
音楽と展覧の会
甲陽では「文化祭」はなく、代わりに「音楽と展覧の会」という行事が存在する。中学では合奏、高校では、歌唱や合唱コンクールが行われる。中学と高校それぞれで、希望者には講堂での個人演奏の場が設けられている。
耐寒登山（高1、2）
1930年以来の伝統がある。高校から有馬温泉まで歩く。
甲関戦（中学のみ）
8月に開かれる、関西学院中学部との伝統の一戦。運動部同士の練習試合や、有志によるビブリオバトルが行われる。
体育祭
行進曲にイギリス民謡組曲が用いられている。
創立記念音楽会
毎年著名な音楽家が招かれる。
高校卒業式
第一部と第二部に分かれている。第二部には学校側は関与せず、卒業生のみにより企画されている。劇、芸、仮装をするもの、楽器を演奏するもの、一聴衆に徹して礼を保つもの、あえて式に参加しない者などがおり、様々な形で表現が行われる。

## 部活動

### 野球部
1917年（大正6年）創部。第9回全国中等学校優勝野球大会（1923年（大正12年））では初出場で優勝。逆転に次ぐ逆転での優勝であった（このとき「甲陽負けじ魂」という言葉が生まれる）。なお、同大会における鳴尾球場での立命館中との試合で観客がなだれ込み、翌年の甲子園球場建設の一因となった。
1938年（昭和13年）の第24回全国中等学校優勝野球大会を最後に一度も甲子園には出場していない。そのため、特に旧校地時代は校舎が甲子園球場の隣にあったこともあり「近くて遠い甲子園」と呼ばれている。通算成績は15勝11敗。主なOBに野球殿堂入りの別当薫。
- 選抜中等学校野球大会（春季、現：選抜高等学校野球大会）- 出場8回、ベスト4：2回、ベスト8：3回、通算6勝8敗
- 全国中等学校優勝野球大会（夏季、現：全国高等学校野球選手権大会）- 出場4回、優勝1回、ベスト4：1回、ベスト8：1回、通算9勝3敗

### サッカー部
全国高等学校サッカー選手権大会の前身となる日本フットボール優勝大会に、第5回大会（1922年（大正11年））から4年連続で出場。最高位は第7回大会（1924年（大正13年））のベスト8。通算成績は3勝4敗。主なOBにベルリンオリンピック（1936年（昭和11年））日本代表の西邑昌一、元日本ユース代表監督の水野隆など。
灘中学校・高等学校との間でサッカーの定期戦が開かれている。1952年（昭和27年）に両校の在校生が企画し、翌1953年（昭和28年）から毎年開催されている。中学生同士、高校生同士、卒業生同士で試合をする。

### テニス部
全国高等学校総合体育大会の前身となる全国中等学校選抜対抗庭球大会（団体戦）、全国中等学校庭球選手権大会（個人戦）などでの優勝経験がある。
- 第5回全国中等学校選抜対抗庭球大会（1938年（昭和13年））- 男子団体 優勝
- 第32回全国中等学校庭球選手権大会（1939年（昭和14年））- 男子シングルス 優勝（川副道彦）、男子ダブルス 優勝（川副道彦・松浦靖）
- 第38回全国高等学校庭球選手権大会（1948年（昭和23年））- 男子シングルス 優勝（大城勲）

## 文化
精神
「大事なのは社会的な名声ではない」としている。
自然環境（海、浜、川、山、空）と交通があり、卒業生から、「イソノミア論」や「交換様式論」が生まれた。その精神は、「在野精神」、「起業精神」と評されている。
イギリスのパブリックスクールであるイートン・カレッジやハロウスクールに通じる精神を持つといわれる。
創立百周年の2017年度には、第四代校長丸谷喜市の詩をもって、第11代校長今西昭により、「さやけさ」がその精神として示された。
同窓会にサントリーが協賛している。
理念
銘酒の醸成のように、焦らず競わず衒わず長期的展望に立った人間教育を方針とする。1978年の校舎移転時には、当時の理事長の辰馬龍雄は、「百年への布石」として、「教育は人類繁栄の基礎であります。」という言葉を残し、小河清麿校長は、「照千一隅（照于一隅）」の額を校長室の壁に掲げ、教育の理念を確かめた。
教育
中学では、その後の「型」となるような教育を受け、高校では、全面的に自主性を任せられる。生徒、学生の自主性を重んじており、教員からの押し付けではなく、先輩の姿を見て後輩が学んでいくといったやり方で人間性を磨いていく。
教職員は、一人の人間に対し、目は離さないが干渉せず、失敗さえも黙って見守る。生徒の内発的なものの萌芽、内なるものの開花を辛抱強く待つ。
食
甲陽では創立以来、食を大切にしている。旧制時代では食堂棟を独立に設け、当時にしてカレーライス、ハヤシライス、日替わりランチがメニューに存在していた。2020年に、白鹿との共同で「甲陽学院カレー」という商品が開発され、白鹿の直営店やオンラインショップにて販売されている。
同窓生
本学院は時代に阿らずずっと変わらないことが重要であるとしており、苦悩し、傷心したときに立ち上がるための力が得られる「母港」であろうとしている。
卒業後は、積極的な母校訪問を期待している。学校訪問、補習、講演、甲陽だよりなど様々な繋がりを通して、教職員、在校生を支え、薫陶する。
同窓会には、「君子の交わりは淡きこと水の如し」、「同窓会を政治や商売などの場にしない」、「社会上の肩書きは捨てあくまで甲陽人として」などの理念がある。ネットを通して世界中で地域甲陽会を作り、地域交流を図ることを目的としている。
学術
日本酒酒造、阪神間地域、自然環境を背景に、独自の学術文化が醸成してきた。
地域学
地域の文化（地域学）には当地に固有の私学の風土が介在している。
1947年（昭和22年）に甲陽史学会が結成され、現在まで地域研究、自学史研究などの分野で業績を残してきた。この会の目的には、本学院を地域（阪神間）に根差したものにするということもあった。甲陽史学会が阪神間地域学研究の一つのルーツとなっている。文教都市西宮市において文教の振興に貢献してきた。
甲子園球場
甲子園時代、校地の南隣に阪神甲子園球場が建設されたため、グラウンドは出場校の練習場としても使われていた。当時は阪神タイガースとグラウンドで合同練習をしていたこともあった。高等学校が苦楽園に移転する前は、甲子園球場に最も近いが（全国高等学校野球選手権大会出場には）最も遠い学校と揶揄された。旧所在地は現在、白鹿グループ運営のホテルヒューイット甲子園（土地・施設は現在も白鹿グループが所有）とコロワ甲子園となっている。
甲子園球場誕生1年目の1924年（大正13年）に当時の生徒が行進の先導役を務め、そのゆかりで甲子園球場の誕生90周年である2014年（平成26年）にも本学の生徒が先導役を務めた。2021年（令和3年）の第103回全国高等学校野球選手権大会では、甲陽学院出身の医学生のバッテリーが始球式を務めた。

## 財務
第一次世界大戦後の不況を通じて、辰馬吉左衛門が私財を投じて経営を引き受けて以来、学校法人辰馬育英会として経営が白鹿グループにより引き継がれている。
賢明な経営手腕の下、潤沢な自己資金を持っているため、在校生・卒業生・保護者に学校として寄付を募ることはない。甲陽ファンドという同窓会有志による基金があり、これは経済的に困窮している在校生への援助や、優秀者の表彰に奨学金として使われる。
旧制甲陽中学・甲陽学院高校旧校地は、東半分は売却され現在はコロワ甲子園となっている。西半分は現在はホテルヒューイット甲子園となっているが、白鹿の関連会社が土地・施設を保有していることもあり高校のテーブルマナー講習会が催されている。

## 入試
現在は中学校入試のみを実施し編入試験はない。入学試験は兵庫県内私立中学校と同じ日に行われる。不合格者には成績を開示するが、合格者には成績を開示しない。その理由は同じスタートラインに立って中等教育生活を始めてほしいという配慮に基づくものである。なお、アドミッションポリシーは定めていない。成長の可能性を積極的に汲み取り、なるべく絶対評価で合格判定をする。

## 出身者・教職員・組織

### 財界・経済界
- 西松龍一 - 鐘淵商事、東洋綿花常務取締役、東綿紡績副社長、元同窓会副会長および世話人、1回卒
- 加藤誠之 - 元トヨタ自動車販売取締役社長、元学校法人関西学院理事長、4回卒
- 原清 - 朝日放送元社長、大正15年卒、5回卒
- 山口興一 - 関西テレビ放送代表取締役社長、阪急電鉄副社長、京都大学蹴球部OBクラブ会長、6回卒
- 飯田新一 - 髙島屋元社長、8回卒
- 建内保興 - 元日本石油会長、元石油連盟会長、12回卒
- 松本盛二 - 元大阪朝日新聞編集局長、朝日新聞西部本社代表、九州朝日放送社長、日本民間放送連盟副会長
- 山岡淳男 - 三代目ヤンマー社長、昭和18年卒、22回卒
- 菅谷定彦 - 元テレビ東京代表取締役会長、昭和32年卒、38回卒
- 辻卓史 - 鴻池運輸会長、関西生産性本部評議員会議長、昭和36年卒、42回卒
- 宮崎恒彰 - 元阪神電鉄取締役、阪神タイガースの元オーナー、取締役、42回卒
- 藤本勝司 - 日本板硝子取締役会長、昭和37年卒、43回卒
- 千草宗一郎 - 関西テレビ放送元社長、昭和38年卒、44回卒
- 佐治信忠 - サントリー代表取締役会長、昭和39年卒、45回卒
- 黒田章裕 - コクヨ社長、昭和43年卒、49回卒
- 西和彦 - アスキー特別顧問、情報学博士他、昭和49年卒、55回卒
- 岩田圭一 - 住友化学代表取締役社長、同窓会副会長、57回卒
- 鈴木尚 - スクウェア創業者、61回卒
- 久義裕 - 久金属工業取締役、ベンチャーキャピタリスト、昭和56年卒、62回卒
- 後藤玄利 - ケンコーコム社長、昭和60年卒、66回卒
- 佐護勝紀 - 昭和61年卒、67回卒
- 加藤和弥 - 加藤産業社長、昭和63年卒、69回卒
- 岡田光信 - 経営者、アストロスケール創業、平成3年卒、72回卒
- 辻庸介 - 経営者、マネーフォワード創業、平成7年卒、76回卒

### 大学教員・教育界
- 薮内清 - 京都大学名誉教授、天文学者、科学史学者、勲二等瑞宝章受章、日本学士院会員、2回卒
- 角戸正夫 - 大阪大学蛋白質研究所所長、姫路工業大学学長、15回卒
- 平修二 - 京都大学教授、19回卒
- 濱口博章 - 甲南大学・姫路獨協大学名誉教授、21回卒
- 浜田陽太郎 - 第13-14代立教大学総長、元日本私立大学連盟会長、昭和19年卒、23回卒
- 花房秀三郎 - 大阪バイオサイエンス研究所名誉所長、昭和23年卒、28回卒
- 難波精一郎 - 日本学士院会員、大阪大学名誉教授、32回卒
- 高口恭行 - 建築家、元住職、元奈良女子大学家政学部教授、40回卒
- 北村惣一郎 - 国立循環器病研究センター名誉総長、40回卒
- 青井秀夫 - 東北大学名誉教授、42回卒
- 豊下楢彦 - 元関西学院大学法学部教授、昭和38年卒、44回卒
- 田辺征夫 - 元奈良文化財研究所所長、奈良県立大学特任教授、昭和38年卒、44回卒
- 東野治之 - 奈良大学教授、日本学士院会員、紫綬褒章受章、昭和40年卒、46回卒
- 杉原薫 - 政策研究大学院大学特別教授、京都大学教授、東京大学教授、前ロンドン大学教授、昭和42年卒、48回卒
- 今田高俊 - 東京工業大学名誉教授、昭和42年卒、48回卒
- 吉川研一 - 同志社大学生命医科学部教授、元京都大学大学院理学研究科教授、昭和42年卒、48回卒
- 笠谷和比古 - 国際日本文化研究センター名誉教授、大阪学院大学法学部教授、昭和43年卒、49回卒
- 小溝裕一 ｰ 大阪大学名誉教授、紫綬褒章受章、昭和43年卒、49回卒
- 宇野隆夫 - 国際日本文化研究センター名誉教授、帝塚山大学人文学部教授、昭和43年卒、49回卒
- 杉原達 - 杉原薫の実弟、大阪大学名誉教授、52回卒
- 石田英敬 - 哲学者、東京大学名誉教授、53回卒
- 上田隆穂 - 学習院大学経済学部教授、昭和47年卒、53回卒
- 加登豊 - 同志社大学大学院ビジネス研究科教授、神戸大学名誉教授、昭和47年卒、53回卒
- 山村隆 - 国立精神・神経医療研究センター神経研究所免疫研究部部長、55回卒
- 岩坪威 - 東京大学大学院医学系研究科教授、昭和53年卒、59回卒
- 吉田純 - 京都大学大学院人間・環境学研究科教授、昭和53年卒、59回卒
- 米田明 - 京都工芸繊維大学大学院工芸科学研究科教授、建築家、昭和53年卒、59回卒
- 森山啓司 - 東京医科歯科大学教授、昭和55年卒、61回卒
- 中西寛 - 京都大学公共政策大学院教授、昭和56年卒、62回卒
- 西きょうじ - 英語教育者、コラムニスト、エッセイスト、62回卒
- 飯嶋徹 - 名古屋大学大学院理学研究科教授、昭和58年卒、64回卒
- 白石忠志 - 東京大学大学院法学政治学研究科教授、昭和58年卒、64回卒
- 宮沢孝幸 - 京都大学准教授、昭和58年卒、64回卒
- 藤田友敬 - 東京大学大学院法学政治学研究科教授、昭和58年卒、64回卒
- 鍵本聡 - サイエンスライター、大学講師、昭和60年卒、66回卒
- 入谷寛 - 京都大学教授、数学者、平成10年卒、79回卒

### 文化・芸能
- 萩原淳 - 元日本将棋連盟会長、九段、1回卒
- 荻原利次 - 作曲家
- 武部本一郎 - イラストレーター、星雲賞
- 永田禎彌 - 洋画家
- 木谷恭介 - 作家、昭和20年卒、24回卒
- 嶋本昭三 - 現代美術家、京都教育大学名誉教授、宝塚造形芸術大学主任教授、昭和20年卒、24回卒
- 五十嵐喜芳 - テノール歌手、昭和20年卒、25回卒
- 吉田文雀 - 文楽技芸員、人間国宝、昭和22年卒、27回卒
- 林成年 - 俳優、29回卒
- 柄谷行人 - 文芸評論家、昭和35年卒、41回卒
- 風見梢太郎 - 作家、甲陽学院をモデルにした長編小説「浜風受くる日々に」の作者、昭和42年卒、48回卒
- 麻生香太郎 - 作詞家、昭和46年卒、52回卒
- 河内厚郎 - 文化プロデューサー、昭和46年卒、52回卒
- 今村荘三 - CMディレクター、演芸評論家、昭和46年卒、52回卒
- 鈴木創士 - フランス文学者、昭和48年卒、54回卒
- 寺沢大介 - 漫画家、昭和53年卒、59回卒
- 納浩一 - ジャズベーシスト、昭和54年卒、60回卒
- 谷山雅計 - コピーライター、61回卒
- 柳下毅一郎 - 翻訳家、63回卒
- 村上たかし - 漫画家、昭和59年卒、65回卒[要出典]
- 上田慶行 - 朝日放送元アナウンサー、昭和61年卒、67回卒
- 真下貴 - NHKアナウンサー、昭和63年卒、69回卒
- 福本康之 - 音楽学者、僧侶、69回卒
- 岡本貴也 - 脚本家、舞台演出家、平成3年卒、72回卒
- 本部純 - テレビ朝日総合編成局ゼネラルプロデューサー、平成4年、73回卒
- 清涼院流水 - 推理作家、平成5年卒、74回卒
- 棟広良隆 - 競馬評論家、塾講師、平成6年卒、75回卒
- 三枝零一 - 小説家、平成7年卒、76回卒
- 三田誠 - 小説家、平成8年卒、77回卒
- 真田将太朗 - 画家、アーティスト、平成31年卒、100回卒

### スポーツ
- 天知俊一 - 元プロ野球・監督、野球殿堂入り、5回中退（大正10年入学、大正12年に攻玉社中学に転校）
- 川村徳久 - 元プロ野球選手
- 渡辺敏夫 - 元プロ野球選手
- 藤田宗一 - 元プロ野球選手
- 西邑昌一 - 元サッカー選手・監督、ベルリンオリンピック日本代表、昭和5年卒、9回卒
- 塩見力 - 戦前期の社会人野球選手
- 九里正 - 元アマチュア野球選手、13回卒
- ヴィクトル・スタルヒン - 元プロ野球選手、16回中退（昭和7年入学、同年旭川中学に転校）
- 富松信彦 - 元プロ野球選手
- 森下重好 - 元プロ野球選手、17回卒
- 芳村嵓夫 - 元プロ野球選手
- 別当薫 - 元プロ野球選手・監督、野球殿堂入り、昭和14年卒、18回卒
- 小前博文 - 元プロ野球選手、19回卒
- 日下章 - 元プロ野球選手、元尼崎市議会議長、元兵庫県市議会議長会会長、25回卒
- 水野隆 - 元サッカー選手・日本ユース代表監督、31回卒
- 北川公一 - 元プロ野球選手、41回卒

### 政官・法曹界
- 大賀小四郎 - 外交官、東京大学教養学部教授、ケルン日本文化会館初代館長、7回卒
- 樋渡利秋 - 第24代検事総長、昭和39年卒、45回卒
- 門口正人 - 第38代名古屋高等裁判所長官、45回卒
- 野口善國 - 弁護士、昭和40年卒、46回卒
- 北橋健治 - 第12-15代北九州市長、昭和46年卒、52回卒
- 池田克彦 - 第88代警視総監、初代原子力規制庁長官、昭和46年卒、52回卒
- 縄田修 - 第32代大阪府警察本部長、52回卒
- 川本正一郎 - 内閣官房地域活性化統合事務局長、54回卒
- 松富重夫 - 駐ポーランド特命全権大使、昭和49年卒、55回卒
- 中島明彦 - 駐アラブ首長国連邦特命全権大使、56回卒
- 武川光夫 - 内閣府審議官、58回卒
- 南俊行 - 第7代総務省情報流通行政局長、NTTドコモ副社長、58回卒
- 栗田卓也 - 第21代国土交通事務次官、国土交通審議官、総合政策局長、国土交通省都市局長、61回卒
- 岡西康博 - 国土交通審議官、国土交通省国際統括官、63回卒
- 赤松武 - 駐南スーダン特命全権大使、63回卒
- 奥野総一郎 - 衆議院議員、64回卒
- 水口純 - 財務・金融官僚、64回卒
- 山内智生 - 総務省サイバーセキュリティ統括官[48]
- 石田昌宏 - 参議院議員、昭和61年卒、67回卒
- 加藤進 - 国土交通官僚[49]
- 今村岳司 - 第13代兵庫県西宮市長、72回卒
- 楊井人文 - ジャーナリスト、弁護士、79回卒
- 日笠弥三郎 - 国土交通省近畿運輸局長、国際統括官

### 本校教職員
- 伊賀駒吉郎 - 本校開校者、初代校長、詩人、宗教学者、教育学者、心理学者、歴史学者
- 丸谷喜市 - 第4代校長、経済学者、詩人、神戸商業大学（現：神戸大学）第2代学長、神戸経済大学（現：神戸大学）初代学長
- 須田剋太 - 元美術教員
- 高井悌三郎 - 元社会、日本史教員、考古学者、辰馬考古資料館初代館長

### 組織
- 甲陽史学会